# Белнап (ракетен крайцер, 1963)
Белнап (на английски: USS Belknap (DLG-26/CG-26)) е ракетен крайцер на ВМС на САЩ. Главен кораб на едноименната серия. До 1975 г. е класифициран като ракетен лидер (Destroyer leader guided), в съветската преса се именува фрегата.
През ноември 1975 г. получава изключително тежки повреди поради сблъсък със самолетоносача „USS John F. Kennedy (CV-67)“ („Джон Кенеди“) и последващ пожар на борда, не на последно място поради това, че неговите надстройки са направени от леснотопими алуминиеви сплави.
Известен е също с това, че присъства в залива на Валета по време на съветско-американската среща в Малта през декември 1989 г.; на кораба е планирано посещение на президента на САЩ, което по ред причини не се състои.
Корабът, след изваждането си от флота, се използва в качеството на кораб мишена при учения в Северния Атлантик, потопен е на 24 септември 1998 г.

## Коментари
1. ↑  Всички данни са към момента на влизане в строй, привеждат се по справочника на Conway.
2. ↑  Буквите показват принадлежността към определен класː ВВ – линкор, СС, CL, СА – съответно линеен, лек или тежък крайцер, CV – самолетоносач, DD – разрушител, SS – подводница и т.н.